# آرتورو فریروس
آرتورو فریروس (اسپانیایی: Arturo Ferreyros‎; ۱۲ اکتبر ۱۹۲۴ – ۲۰۰۷) بازیکن بسکتبال اهل پرو بود. وی در بازی‌های المپیک تابستانی ۱۹۴۸ شرکت کرده‌است.